# Xenochroma planimargo
Xenochroma planimargo là một loài bướm đêm trong họ Geometridae.